# Victoria (accampamento romano)

## Fondazione
Nel 79 d.C. Gneo Giulio Agricola costruì un forte, inizialmente temporaneo, nella Caledonia. Il forte si trovava in prossimità del Gask Ridge, una fortificazione romana nella Britannia settentrionale che era un importante centro militare per la regione. L'accampamento di Victoria è uno dei siti proposti come luogo della battaglia del Monte Graupio, combattuta da Agricola contro i Caledoni attorno all'84 d.C.

## Economia
L'attività tessile fu molto sviluppata a Victoria, ed il tessuto era in gran parte realizzato dalla popolazione civile del forte, che iniziò a svilupparsi in una piccola cittadina e poi in un centro più importante. Veniva anche praticato l'allevamento di bovini. La presenza del fiume Comrie facilitava la comunicazione con la città.